# Chiesa di San Lorenzo (Castro)
La chiesa di San Lorenzo è un edificio di culto di Castro, nella provincia e Diocesi di Bergamo.

## Storia
L'edificio è posto sulla località detta Rocca, discosta dell'abitato di Castro, in posizione dominante tra la val Borlezza e la riviera del lago d'Iseo. La zona era anticamente sede di una struttura fortificata poi distrutta. La chiesa fu edificata nel XII secolo. L'intitolazione a san Lorenzo ne confermerebbe la sua origine antica, essendo associata alla chiesa di San Lorenzo di Casazza, un tempo pieve che comprendeva il territorio fino al lago Sebino.
L'edificio fu modificato durante i secoli successivi e nell'Ottocento fu aggiunto un ulteriore corpo di fabbrica a uso di magazzino e sacrestia sul lato a nord, e realizzate nuove aperture in facciata complete di contorni in pietra.
La chiesa risulta inserita nelle relazioni delle visite pastorali come prossima, e nei confini della chiesa parrocchiale di San Giacomo Maggiore.
Nel Sommario delle chiese di Bergamo redatto dal cancelliere della curia Giovanni Giacomo Marenzi nel 1666 figura che la chiesa parrocchiale di San Giacomo apostolo di Castro aveva sussidiaria quella dedicata a San Lorenzo
La chiesa fu oggetto di lavori di mantenimento negli anni Ottanta del Novecento.

## Descrizione

### Esterno

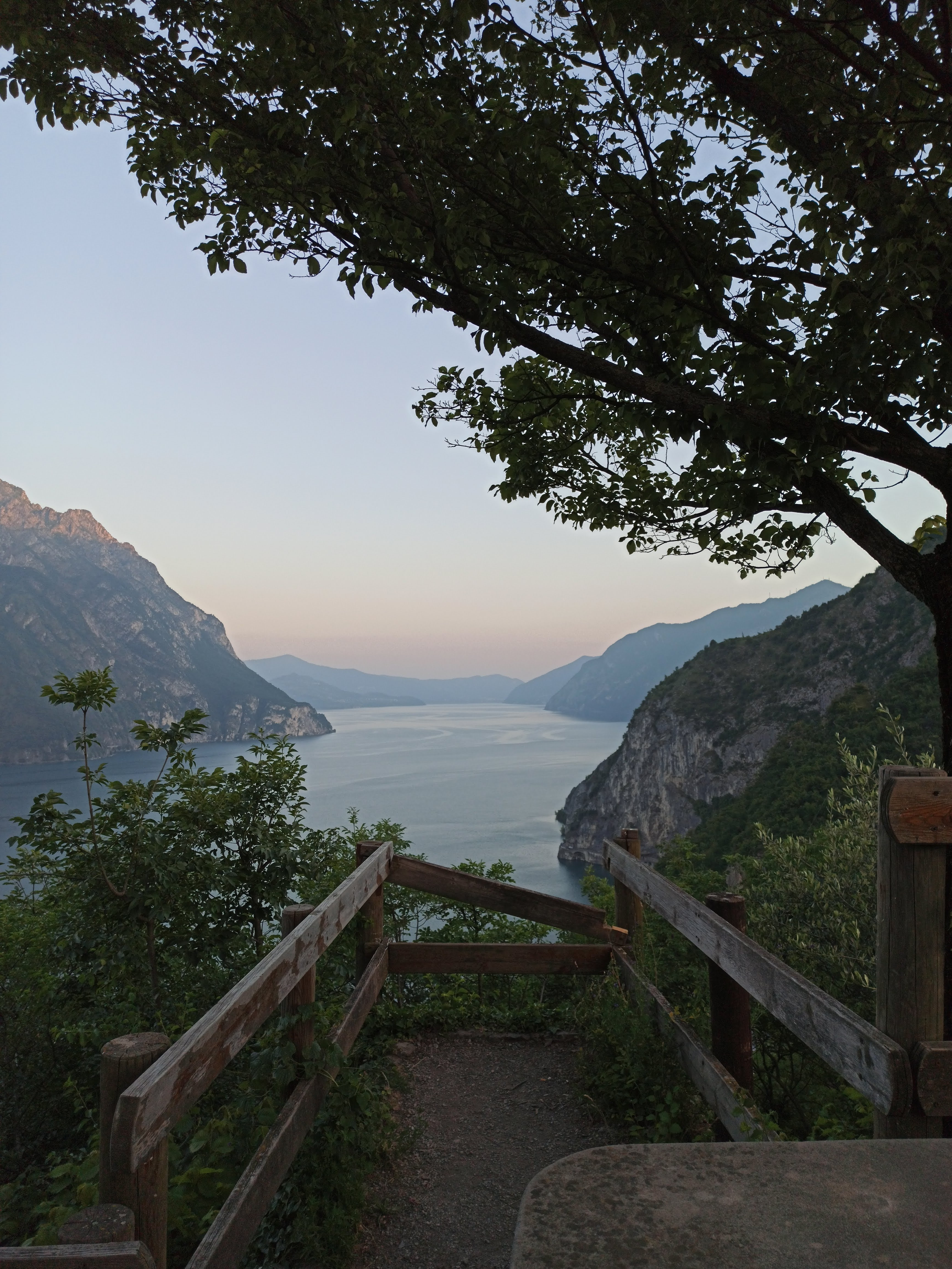
Vista sul Lago d'Iseo dall'esterno della Chiesa di San Lorenzo

L'edificio di culto dal classico orientamento liturgico con abside a est, ha una conformazione molto antica. La sua struttura è stata però modificata nei secoli e non presenta più l'originale composizione, che aveva il grande accesso posto sulla parete nord, ma che a causa dei forti venti, data la posizione sopraelevata del fabbricato, creavano gravi disagi durante le celebrazioni liturgiche. Le murature sono realizzate in pietre estratte sul posto, non lavorate, mentre i cantonali presentano pietre squadrate sigillate con molta malta, che ne indicano una ricercatezza accurata con l'aggiunta di bozzette in tufo, più facile alla lavorazione.
L'abside ospita tre monofore a sguincio. Vi è un'altra apertura sulla parete rivolta a sud che testimonia nella parte superiore l'innalzamento realizzato tra il XVI e il XVII secolo.
La chiesa è preceduta da un sentiero in ciottolato. Presenta un fronte principale molto semplice con il tetto a due spioventi, e ospita l'ingresso principale con contorni in pietra arenaria, affiancato da due aperture quadrate complete d'inferriata atte a illuminare l'aula. La facciata si completa con una piccola apertura rettangolare posta nella parte superiore. La copertura a coppi è posta anche sul lato meridionale dove vi è la parte di fabbricato adibito a sagrestia.

### Interno
L'interno a pianta rettangolare e a unica navata è posto a un livello inferiore rispetto al sagrato. Le pareti si presentano con muratura a vista mentre il soffitto è in legno. Il lato sinistro ospita due aperture che conducono ai locali della sagrestia e all'esterno, mentre la parete destra ha due finestre ad arco sulla parte superiore. La zona presbiteriale, illuminata dalle tre monofore, è sopraelevata da un gradino e termina con il coro absidato.